# Pudukkottai

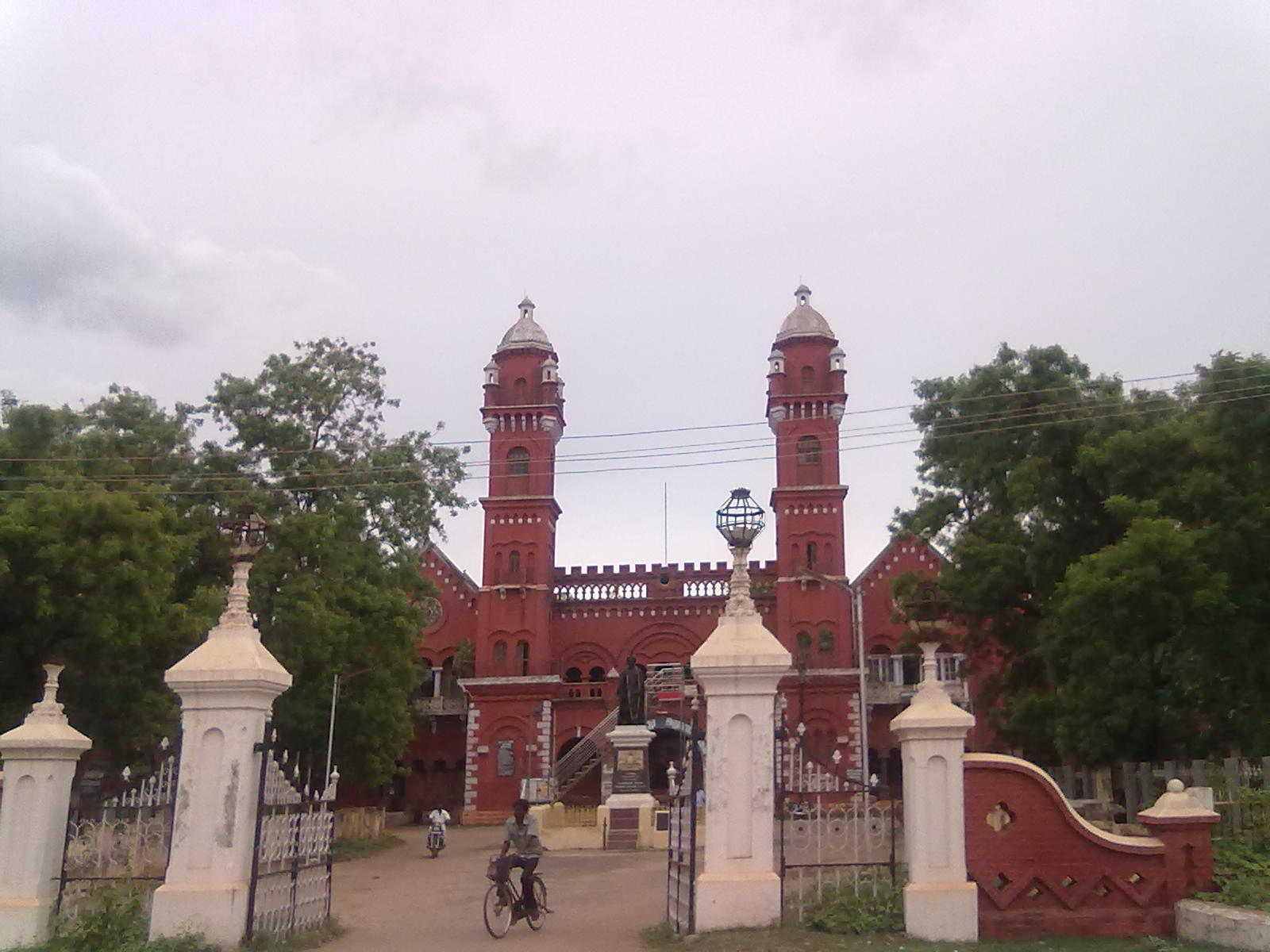

Pudukkottai è una suddivisione dell'India, classificata come municipality, di 125.843 abitanti, capoluogo del distretto di Pudukkottai, nello stato federato del Tamil Nadu. In base al numero di abitanti la città rientra nella classe I (da 100.000 persone in su).

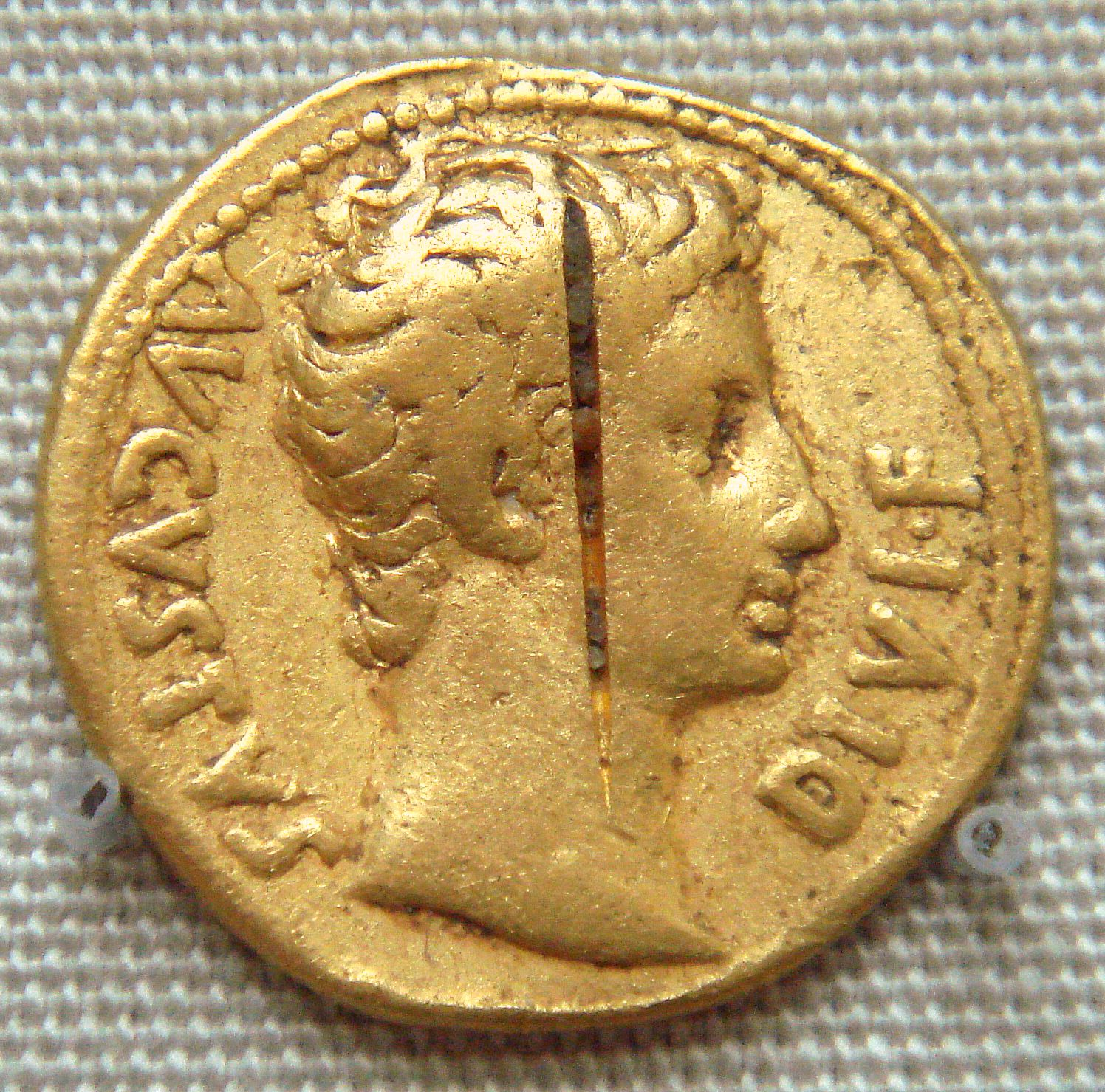
Moneta dell'imperatore romano Augusto (British Museum).

## Geografia fisica
La città è situata a 10° 22' 60 N e 78° 49' 0 E e ha un'altitudine di 99 m s.l.m..

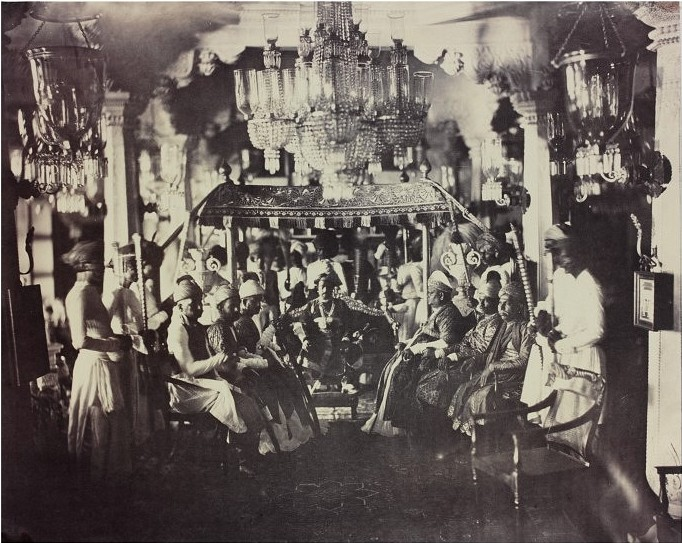
Il raja Thondaiman al suo Durbar, a Pudukkottai, 1858.

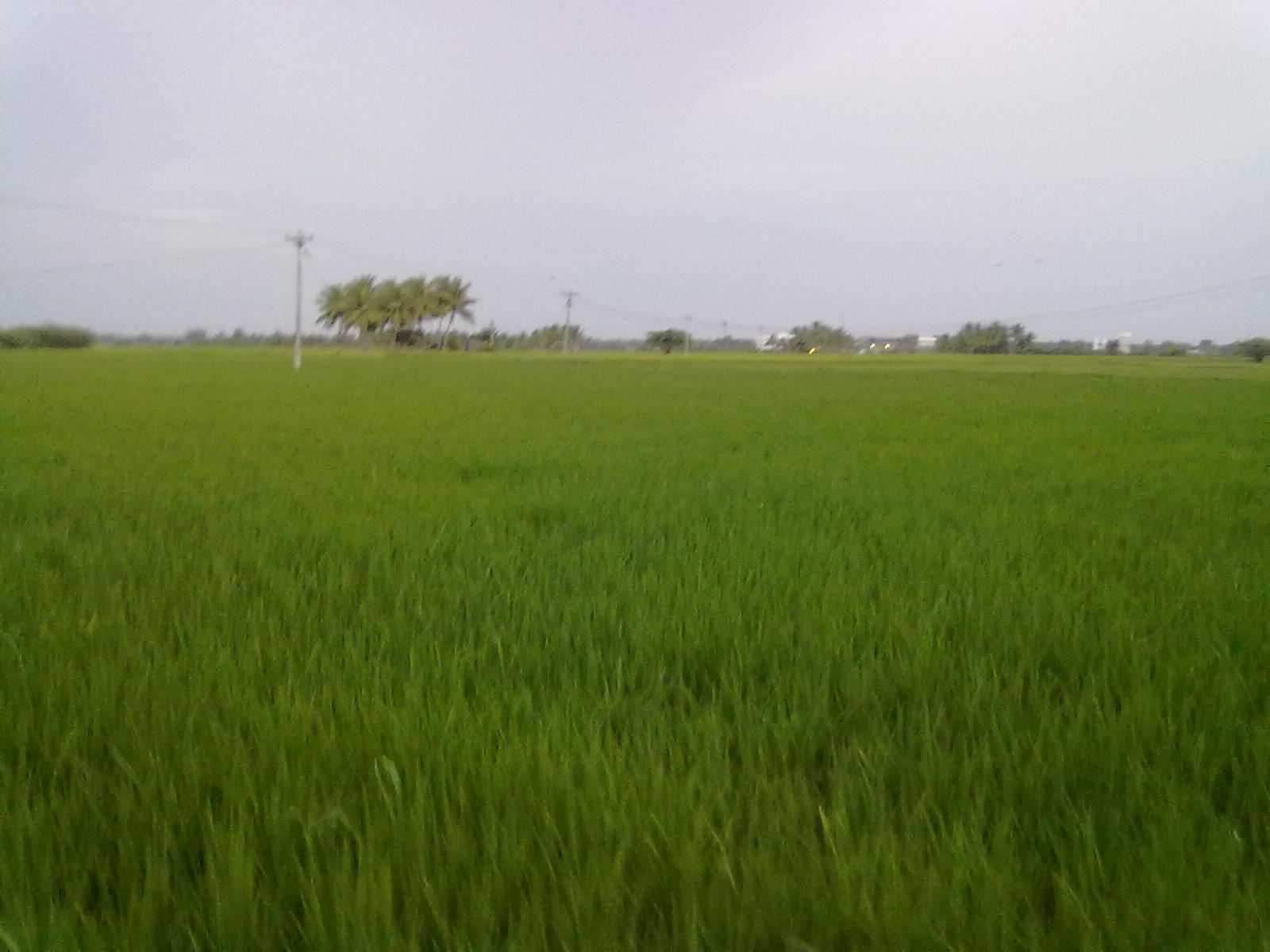
Una risaia a Regunathapuram villaggio del distretto

## Società

### Evoluzione demografica
Al censimento del 2001 la popolazione della municipalità assommava a 108.947 persone, delle quali 54.537 maschi e 54.410 femmine. I bambini di età inferiore o uguale ai sei anni assommavano a 12.006, dei quali 6.147 maschi e 5.859 femmine. Infine, coloro che erano in grado di saper almeno leggere e scrivere erano 85.352, dei quali 45.275 maschi e 40.077 femmine.
La popolazione del consiglio cittadino, invece, assommava a 16.896 persone, delle quali 8.452 maschi e 8.444 femmine. I bambini di età inferiore o uguale ai sei anni assommavano a 1.684, dei quali 892 maschi e 792 femmine. Infine, coloro che erano in grado di saper almeno leggere e scrivere erano 13.821, dei quali 7.274 maschi e 6.547 femmine.